# 3،2-ثنائي ميثيل البوتان
3,2-ثنائي ميثيل البوتان هو مركب عضوي من الهيدروكربونات صيغته الكيميائية C6H14 وهو أحد مصاواغات الهكسان.

## التحضير
يمكن تحضير المركب من إجراء عملية اختزال لمركب 2-يودو البروبان باستخدام الصوديوم وبوجود مذيب من ثنائي إيثيل الإيثر.

## الخواص
يوجد المركب في الشروط القياسية على شكل سائل عديم اللون قابل للاشتعال. هناك متصاوغان شكليان من المركب وذلك على شكل مزيج بنسبة 1:2.